# Joaquim Muntal i Gramunt
Joaquim Muntal i Gramunt   (Capellades, segle XIX - 1934) fou un empresari català, del sector del tabac.

## Biografia
Nascut a Capellades (Anoia) al segle xix, emigrà a Cuba el 1906 per a fer-se càrrec de la gestió del magatzem de paper Sucesores de Pablo M. Costas de l'Havana, fundat el 1880, dedicada a la venda de paper de fumar en el magatzem El Pino. Aquest paper era produït per l'empresa Miquel i Costas & Miquel de Capellades, fundada per Llorenç i Antoni Miquel i Costas. El magatzem de l'Havana havia estat creat per Pau Miquel i Costas. La gestió de Muntal va fer que el negoci tingués una gran expansió comercial, i durant el 1920-1930 fou la primera empresa del ram a l'Havana, i el seu paper de fumar era conegut a tota Cuba.
Alhora, es va integrar en les activitats catalanistes de Cuba. Fou president del Centre Català de l'Havana el 1914-1915 i vicepresident el 1940, i vicepresident de la Societat de Beneficència de Naturals de Catalunya el 1925-1928. També fou vicepresident de l'Assemblea Constituent del Separatisme Català el 1928. Fou pare de Joaquim Muntal i Blanch, últim secretari del Centre Català el 1959.